# Pont sur la Vaire
Le pont sur la Vaire est un pont situé au Fugeret, en France.

## Localisation
Le pont est situé sur la commune du Fugeret, dans le département français des Alpes-de-Haute-Provence.

## Historique
Un devis détaillé du vieux pont sur la Vaïre au Fugeret signé par l'architecte de la province, Vallet, est daté du 26 novembre 1754.
Le contrat à prix-fait est passé avec Joseph Bernard, entrepreneur à Annot, et André Robinson, le 12 juin 1758. Le procès-verbal de réception des travaux est signé le 30 septembre 1759 et confirmé par l'architecte Vallon après une seconde visite, le 5 décembre 1764.
Sur le parapet nord, côté village, a été fixé un oratoire dédié à saint Joseph par Jacques Sauvan, en 1720, probablement pour protéger le village contre la peste. L'oratoire a été inscrit au titre des Monuments historiques le 3 février 1966.
L'édifice est inscrit au titre des monuments historiques en 1981.

## Dimensions principales
- ouverture : 14 m
- longueur des parapets : 20 m
- largeur de chaussée entre parapets : 2,95 m
- épaisseur des parapets : 0,50 m